# Francis Patrick
Pour les articles homonymes, voir Patrick.
Temple de la renommée : 1958
Francis Alexis Patrick (né le 21 décembre 1885 à Ottawa au Canada – mort le 29 juin 1960 à Vancouver dans la province de la Colombie-Britannique au Canada) débute comme joueur canadien de hockey sur glace. D'abord amateur, il devient professionnel puis avec son frère aîné, Lester crée une ligue de hockey sur glace dans l'Ouest du Canada. Il occupe alors tour à tour et parfois en même temps de joueur, propriétaire et entraîneur
Il est considéré comme l'auteur de vingt-deux changements de règles de jeu, dont entre autres, la ligne bleue, la passe avant, les numéros sur les chandails
Il est intronisé au temple de la renommée du hockey en tant que bâtisseur en raison de son rôle prépondérant dans l'histoire du hockey sur glace en 1950. Le 29 juin 1960, il meurt d'une attaque cardiaque à peine un mois après la mort de son frère Lester.

## Biographie

### Les premières années

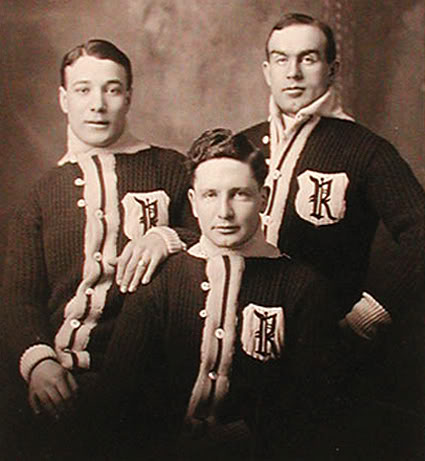
Les trois vedettes des Creamery Kings de 1910 (de gauche à droite) : Édouard « Newsy » Lalonde, Frank Patrick et Frederick « Cyclone » Taylor.

Francis Alexis Patrick naît le 21 décembre 1885 dans la ville d'Ottawa au Canada. Il est le cadet de deux ans de Lester au sein d'une famille de 8 alors que Joseph, leur père, travaille dans l'industrie du bois du Canada. Peu de temps après, la famille Patrick rejoint la ville de Montréal. Il commence sa carrière en jouant en 1901 avec l'équipe de Westmount où il passe deux saisons avant de jouer en 1904 avec les Victorias de Montréal de la Canadian Amateur Hockey League. La saison suivante, il retourne à Westmount qui vient de rejoindre la CAHL et il y est rejoint par son frère aîné. Leur équipe finit cinquième sur six au classement avec seulement trois victoires et sept défaites. Lors du congrès annuel de la Ligue fédérale de hockey amateur en décembre 1905, il est décidé de fusionner la CAHL avec certaines équipes de la LFAH pour former une nouvelle organisation : l'Eastern Canada Amateur Hockey Association.
Alors que Lester rejoint cette nouvelle ligue, Frank Patrick joue pour l'équipe de hockey de l'Université McGill pour deux saisons avant de rejoindre à son tour l'ECAH. Il signe ainsi un contrat avec les Victorias de Montréal pour la saison 1907-1908. Le 2 janvier 1908, un match est joué en mémoire de William Stuart des Wanderers de Montréal (champion de la Coupe Stanley) noyé trois mois après la victoire de son équipe. Le match opposa les Wanderers à une sélection des meilleurs joueurs de l'ECHA. Lester ne joue pas le match mais ce n'est pas le cas de Frank Patrick qui inscrit deux buts alors que les champions en titre l'emportent sur le score de 10 buts à 7. Il joue 8 des 10 matchs de son équipe, manquant les deux dernières rencontres et jouant son dernier match de la saison, une défaite 10 à 4 contre Ottawa, avec une épaule bandée. Entre-temps, en 1908, toute la famille Patrick a déménagé près de Nelson en Colombie-Britannique. Frank rejoint la famille après cette saison avec Montréal et joue la saison 1908-1909 avec le club de hockey de la ville.
En 1910, l'Association nationale de hockey est créée en remplacement de l'ECAHA sous l'impulsion de James Strachan, propriétaire des Wanderers, ainsi que de la famille O'Brien de Renfrew. Cette dernière possède à elle seule quatre des nouvelles équipes et cherche donc à recruter les meilleurs joueurs du Canada. En novembre 1909, Lester Patrick reçoit trois offres de contrats par télégrammes : d'Ottawa, de Montréal et de Renfrew. Il répond en demandant à chaque offre des contrats importants : 1 200 dollars pour les Wanderers, 1 500 pour les Sénateurs d'Ottawa et 3 000 à l'équipe de Renfrew. Il est en effet prêt à revenir jouer avec les Wanderers mais n'est pas enthousiaste à l'idée de passer l'hiver dans le nord de l'Ontario dans la petite ville de Renfrew. Ce sont pourtant les dirigeants de cette dernière, les Creamery Kings de Renfrew, qui répondent les premiers en donnant leur accord. Lester tente d'éviter la petite ville de l'Ontario en exigeant qu'ils offrent également 2 000 dollars à son cadet mais la réponse, positive, ne tarde pas non plus et les deux joueurs signent donc avec les Creamery Kings pour la saison 1910 de l'ANH,. Ils sont rejoints quelques semaines plus tard par Frederick « Cyclone » Taylor un des meilleurs joueurs de l'époque. Leur équipe finit troisième au classement derrière les Wanderers et Ottawa. La famille O'Brien se rend compte qu'elle a peut-être visé un peu haut avec tous ses salaires mirobolants et est forcée de réduire les contrats de la majorité des joueurs. Ceux des frères Patrick s'en trouvent donc affectés et, ne pouvant pas se permettre de rester loin de leur famille pour un montant inférieur, leur aventure dans l'ANH prend fin après une unique saison.

### L'Association de hockey de la Côte du Pacifique

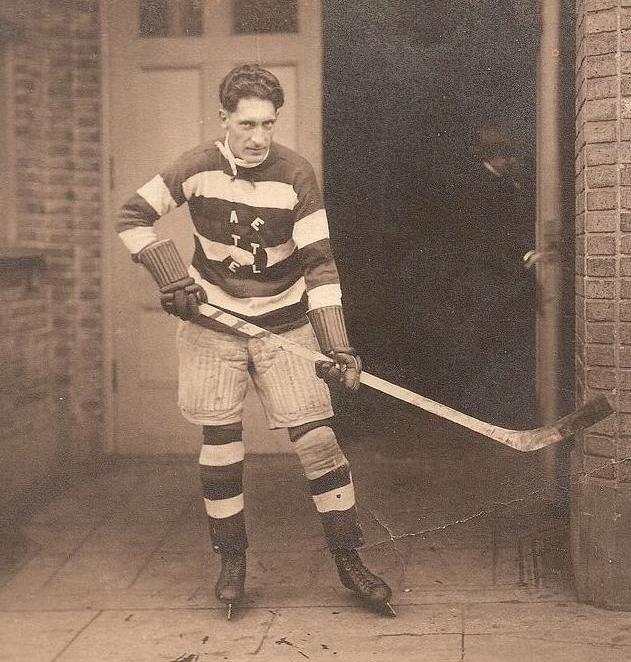
Lester Patrick avec les Metropolitans de Seattle en 1917

De retour sur la côte Ouest du Canada, Lester et Frank Patrick se rendent compte que parmi les amis de leur père, nombres d'entre eux n'ont jamais vu le moindre match de hockey. Frank propose donc à son père et à Lester de construire trois patinoires et de lancer leur propre ligue de hockey, l'Association de hockey de la Côte du Pacifique – également connue sous son nom anglais de Pacific Coast Hockey Association ou sous son sigle PCHA. Ainsi, Joseph Patrick achète pour 27 000 dollars des terrains dans les alentours de Vancouver ; aucun investisseur ne souhaitant placer son argent pour construire une patinoire, il ajoute 100 000 dollars de plus pour construire le Vancouver Arena qui lui coûtera finalement 270 000 dollars. Avec 10 500 places, la patinoire est la plus grande de l'époque mais également celle qui a les plus grandes dimensions.
Ils décident de mettre en place trois équipes, les Senators de Victoria, les Royals de New Westminster et les Millionnaires de Vancouver, mais n'ont pas encore de joueurs pour remplir leurs équipes. Les deux frères utilisent alors leurs relations et anciens coéquipiers pour faire venir de nombreux joueurs de l'ANH : Robert Rowe, Leslie Lindsay ou encore Don Smith. En plus d'être président de la PCHA, Frank occupe le triple poste de directeur, entraîneur et joueur pour les Millionnaires de Vancouver alors que Lester occupe les mêmes fonctions pour l'équipe de Victoria. La première saison de la PCHA voit la victoire de l'équipe de New Westminster avec seulement deux victoires de plus que les autres équipes, preuve que la répartition des joueurs décidée par les frères Patrick est bonne, au moins pour le suspens,. Lors de la deuxième saison de la PCHA, Vancouver finit deuxième du classement, Frank Patrick étant le troisième meilleur buteur de la saison avec 15 réalisations.
Frank Patrick, nouveau président de la PCHA au début de la saison 1913-1914, met en place des lignes bleues pour diviser les patinoires. En effet, les patinoires de la PCHA mesurant 200 pieds (61 m) par 85 pieds (26 m), il décide de découper la patinoire en trois parties distinctes d'une vingtaine de mètres environ ; dans la zone neutre, la zone du milieu de la patinoire qui mesure alors 67 pieds (20 m), les passes en avant sont désormais autorisées,. L'équipe de Patrick finit à la dernière place du classement avec vingt points inscrits par le Président de l'Association. Au début de la saison suivante, ce dernier met en place l'idée de l'ANH de mettre des numéros sur les chandails des joueurs afin de faciliter leur identification. Les mises en échec sont également interdites dans la PCHA à moins de 10 pieds (3 m) des bords de la patinoire afin de limiter des abus du passé. Au cours d'un match à Victoria en février 1915, Frank Patrick oublie d'enlever les protections de ses lames de patins avant de rentrer sur la glace, tombant la tête la première sur la glace, à la grande joie des supporters locaux. Avec 33 buts de Mickey MacKay et 45 points de Cyclone Taylor, l'équipe de Vancouver remporte les six derniers matchs de la saison et finit à la première place du classement. En tant que champions de la PCHA, ils lancent un défi aux champions de l'autre ligue nord-américaine, l'ANH, afin de remporter la Coupe Stanley. L'ANH est représentée par les Sénateurs d'Ottawa au cours de cette finale 1915. Le premier match se joue le 22 mars avec une victoire 6 à 2 de l'équipe de la PCHA, Patrick inscrivant le deuxième but de son équipe. Les deuxième puis troisième match tournent également à l'avantage des Millionnaires 8-3 et 12 à 3 pour donner la première Coupe Stanley de l'histoire de la PCHA. 
La PCHA accueille une quatrième équipe dans ses rangs pour la saison suivante, les Metropolitans de Seattle, et Patrick voit l'opportunité de recruter de nouveaux joueurs de l'ANH : Harry Holmes, Frank Foyston, Jack Walker, Cully Wilson. Malgré les 35 points de Taylor pour Vancouver, ce sont les joueurs de Portland qui sont sacrés champions à la fin de la saison régulière. Patrick en froid avec le président de l'ANH, Emmitt Quinn, remplit tout de même le formulaire officiel afin que la PCHA lance un défi aux champions de l'ANH pour la Coupe Stanley au nom de Portland, la première équipe basée aux États-Unis à jouer une finale du fameux trophée. Avant les débuts de la saison 1916-1917 de la PCHA, l'équipe de Victoria est déménagée et devient les Canaries de Spokane dans l'État de Washington ; il ne reste alors qu'une seule équipe sur le territoire canadien pour trois équipes aux États-Unis mais les Canaries n'attirent pas les foules et l'équipe est dissoute à la fin d'une seule saison. Afin de tenter de relancer l'engouement, Patrick décide de mettre en place un nouveau système pour consacrer le vainqueur de la saison. Celle-ci est séparée en deux phases : une saison régulière composée de 18 matchs pour chacune des trois équipes et une série finale qui oppose les deux premiers de la première partie de saison. Un autre changement fait qu'il n'est désormais plus possible de remplacer un joueur pénalisé dans les trois premières minutes de l'équipe. Alors que la Première Guerre mondiale fait rage, Patrick ne joue qu'un match de la saison avant de se retirer du jeu tout en conservant son rôle de Président de l'Association. Il est d'ailleurs élu pour la sixième fois Président de la PCHA au début de la saison 1919 alors que, sous l'impulsion de leur nouvel entraîneur / joueur, Lester Patrick, l'équipe de Victoria revient au jeu. Carol Wilson est exclu de la PCHA pour la saison 1919-1920 pour une mise en échec vicieuse portée sur la vedette de Vancouver Duncan MacKay. Wilson fait une demande pour revenir au jeu en 1920-1921 mais il essuie un refus de Patrick.
Le président de la PCHA a également passé un accord avec la Ligue nationale de hockey stipulant que tout joueur professionnel venant de l'ouest de la région de Lakehead (Thunder Bay) appartiennent à la PCHA. Il lorgne alors les joueurs du Big four, ligue de la région de l'Alberta et de la Saskatchewan.
En 1926, Frank Patrick est à la base de la vente de la totalité de la WHL aux intérêts de clubs de l'est des États-Unis dans le cadre de l'expansion de la LNH.

## Statistiques

### Joueur
| Saison    | Équipe                     | Ligue         |    | PJ | B  | A  | Pts | Pun |
| 1901-1902 | Académie de Westmount      | QAHA          |    |    |    |    |     |     |
| 1902-1903 | Académie de Westmount      | High Quebec   |    |    |    |    |     |     |
| 1902-1903 | Académie de Westmount      | MCJHL         |    |    |    |    |     |     |
| 1903-1904 | Académie de Westmount 2    | CAIHL         |    |    |    |    |     |     |
| 1904      | Victorias de Montréal      | CAHL          | 5  | 4  | 0  | 4  | -   |     |
| 1905      | Westmount Academy          | CAHL          | 2  | 4  | 0  | 4  | 0   |     |
| 1906      | McGill Redmen              | MCHL          | 3  | 6  | 0  | 6  | 0   |     |
| 1907      | McGill Redmen              | MCHL          | 4  | 6  | 0  | 6  | 12  |     |
| 1907-1908 | Victorias de Montréal      | ECAHA         | 8  | 8  | 0  | 8  | 6   |     |
| 1908-1909 | Nelson Hockey Club         | WKHL          |    |    |    |    |     |     |
| 1910      | Renfrew Hockey Club        | ANH           | 12 | 9  | 0  | 9  | 23  |     |
| 1910-1911 | Nelson Hockey Club         | WKHL          |    |    |    |    |     |     |
| 1912      | Millionnaires de Vancouver | PCHA          | 15 | 23 | 0  | 23 | 0   |     |
| 1912      | PCHA All-Stars             | Exhib.        | 2  | 2  | 0  | 2  | 0   |     |
| 1912-1913 | Millionnaires de Vancouver | PCHA          | 14 | 12 | 8  | 20 | 17  |     |
| 1913-1914 | Millionnaires de Vancouver | PCHA          | 16 | 11 | 9  | 20 | 3   |     |
| 1914-1915 | Millionnaires de Vancouver | PCHA          | 4  | 2  | 2  | 4  | 6   |     |
| 1915      | Millionnaires de Vancouver | Coupe Stanley | 3  | 2  | 1  | 3  | 8   |     |
| 1914-1915 | PCHA All-Stars             | Exhib.        | 2  | 2  | 0  | 2  | 0   |     |
| 1915-1916 | Millionaires de Vancouver  | PCHA          | 8  | 3  | 1  | 4  | 3   |     |
| 1916-1917 | Millionaires de Vancouver  | PCHA          | 23 | 13 | 13 | 26 | 30  |     |
| 1917-1918 | Millionaires de Vancouver  | PCHA          | 1  | 1  | 1  | 2  | 0   |     |
|           |                            |               |    |    |    |    |     |     |
| 1922-1923 | Maroons de Vancouver       | PCHA          | 2  | 0  | 1  | 1  | 0   |     |
| 1923-1924 | Maroons de Vancouver       | WCHL          | 4  | 0  | 1  | 1  | 0   |     |

### Entraîneur
| Saison    | Équipe                    | Ligue |    | PJ | V  | D | N      | % V                     |  | Séries éliminatoires |
| 1920-1921 | Millionaires de Vancouver | PCHA  | 24 | 13 | 11 | 0 | 54,2 % |                         |  |                      |
| 1921-1922 | Millionaires de Vancouver | PCHA  | 24 | 12 | 12 | 0 | 50,0 % |                         |  |                      |
| 1922-1923 | Maroons de Vancouver      | PCHA  | 29 | 16 | 12 | 1 | 56,9 % |                         |  |                      |
| 1923-1924 | Maroons de Vancouver      | PCHA  | 30 | 13 | 16 | 1 | 45,0 % |                         |  |                      |
| 1924-1925 | Maroons de Vancouver      | WCHL  | 28 | 12 | 16 | 0 | 42,9 % |                         |  |                      |
| 1925-1926 | Maroons de Vancouver      | WHL   | 30 | 10 | 18 | 2 | 36,7 % |                         |  |                      |
|           |                           |       |    |    |    |   |        |                         |  |                      |
| 1934-1935 | Bruins de Boston          | LNH   | 48 | 26 | 16 | 6 | 60,4 % | Défaite au premier tour |  |                      |
| 1935-1936 | Bruins de Boston          | LNH   | 48 | 22 | 20 | 6 | 52,1 % | Défaite au premier tour |  |                      |

## Trophées et distinctions
- Il participe au premier match des Étoiles de l'histoire en l'honneur de Hod Stuart
- Il remporte la Coupe Stanley avec les Millionnaires de Vancouver en finale 1915
- Il est admis au Temple de la renommée du hockey en 1950[3]
- Il est admis au Panthéon des sports canadiens en 1975[31]